# Toninho Cerezo
Antônio Carlos Cerezo (Belo Horizonte, 21 de abril de 1955) es un exfutbolista brasileño de ascendencia española y húngara, y actualmente entrenador. Jugaba en la posición de mediocampista.

## Selección nacional
Fue internacional con la Selección de fútbol de Brasil en 73 ocasiones y marcó 5 goles.

### Participaciones en Copas del Mundo
| Mundial              | Sede      | Resultado |
| -------------------- | --------- | --------- |
| Copa Mundial de 1978 | Argentina | 3° puesto |
| Copa Mundial de 1982 | España    | 5° puesto |

## Clubes

### Como futbolista
| Club                    | País   | Año       |
| ----------------------- | ------ | --------- |
| Clube Atlético Mineiro  | Brasil | 1972-1973 |
| Nacional Futebol Clube  | Brasil | 1973-1974 |
| Clube Atlético Mineiro  | Brasil | 1974-1983 |
| AS Roma                 | Italia | 1983-1986 |
| UC Sampdoria            | Italia | 1986-1992 |
| São Paulo Futebol Clube | Brasil | 1992-1993 |
| Cruzeiro Esporte Clube  | Brasil | 1994      |
| São Paulo Futebol Clube | Brasil | 1995-1996 |
| América Mineiro         | Brasil | 1996-1997 |
| Clube Atlético Mineiro  | Brasil | 1997-1998 |

### Como entrenador
| Club                   | País                   | Año       |
| ---------------------- | ---------------------- | --------- |
| Esporte Clube Vitória  | Brasil                 | 1999      |
| Kashima Antlers        | Japón                  | 2000-2005 |
| Guarani Futebol Clube  | Brasil                 | 2005      |
| Clube Atlético Mineiro | Brasil                 | 2005      |
| Al-Hilal               | Arabia Saudí           | 2007      |
| Al-Shabab              | Emiratos Árabes Unidos | 2008      |
| Al-Ain                 | Emiratos Árabes Unidos | 2009-2010 |
| Sport Recife           | Brasil                 | 2010      |
| Esporte Clube Vitória  | Brasil                 | 2012      |
| Kashima Antlers        | Japón                  | 2013      |

## Palmarés

### Como futbolista

#### Campeonatos regionales
| Título                | Club                    | País         | Año  |
| --------------------- | ----------------------- | ------------ | ---- |
| Campeonato Amazonense | Nacional Futebol Clube  | Amazonas     | 1974 |
| Campeonato Mineiro    | Clube Atlético Mineiro  | Minas Gerais | 1976 |
| Campeonato Mineiro    | Clube Atlético Mineiro  | Minas Gerais | 1978 |
| Campeonato Mineiro    | Clube Atlético Mineiro  | Minas Gerais | 1979 |
| Campeonato Mineiro    | Clube Atlético Mineiro  | Minas Gerais | 1980 |
| Campeonato Mineiro    | Clube Atlético Mineiro  | Minas Gerais | 1981 |
| Campeonato Mineiro    | Clube Atlético Mineiro  | Minas Gerais | 1982 |
| Campeonato Mineiro    | Clube Atlético Mineiro  | Minas Gerais | 1983 |
| Campeonato Paulista   | São Paulo Futebol Clube | San Pablo    | 1992 |

#### Campeonatos nacionales
| Título                          | Club            | País   | Año     |
| ------------------------------- | --------------- | ------ | ------- |
| Copa de Italia                  | AS Roma         | Italia | 1983/84 |
| Copa de Italia                  | AS Roma         | Italia | 1985/86 |
| Copa de Italia                  | UC Sampdoria    | Italia | 1987/88 |
| Copa de Italia                  | UC Sampdoria    | Italia | 1988/89 |
| Serie A                         | UC Sampdoria    | Italia | 1990/91 |
| Supercopa de Italia             | UC Sampdoria    | Italia | 1991    |
| Campeonato Brasileño de Serie B | América Mineiro | Brasil | 1997    |

#### Copas internacionales
| Título                 | Club                    | Sede           | Año  |
| ---------------------- | ----------------------- | -------------- | ---- |
| Recopa de Europa       | UC Sampdoria            | Gotemburgo     | 1990 |
| Copa Intercontinental  | São Paulo Futebol Clube | Tokio          | 1992 |
| Copa Libertadores      | São Paulo Futebol Clube | Santiago       | 1993 |
| Recopa Sudamericana    | São Paulo Futebol Clube | Belo Horizonte | 1993 |
| Supercopa Sudamericana | São Paulo Futebol Clube | São Paulo      | 1993 |
| Copa Intercontinental  | São Paulo Futebol Clube | Tokio          | 1993 |

### Como entrenador

#### Campeonatos nacionales
| Título             | Club            | País  | Año  |
| ------------------ | --------------- | ----- | ---- |
| J1 League          | Kashima Antlers | Japón | 2000 |
| Copa J. League     | Kashima Antlers | Japón | 2000 |
| Copa del Emperador | Kashima Antlers | Japón | 2000 |

#### Campeonatos internacionales
| Título           | Club            | Sede    | Año  |
| ---------------- | --------------- | ------- | ---- |
| Copa Suruga Bank | Kashima Antlers | Kashima | 2013 |